# 錢珍
錢珍（1431年—？），字廷貴，浙江紹興府餘姚縣人，明朝政治人物。進士出身。

## 生平
浙江鄉試第六十二名。成化二年（1466年）丙戌科會試第二百五十五名，殿試登進士第三甲第一百五十四名。

## 家族
曾祖錢可用。祖父錢世名。父亲錢仕寧。